# Rumsminne

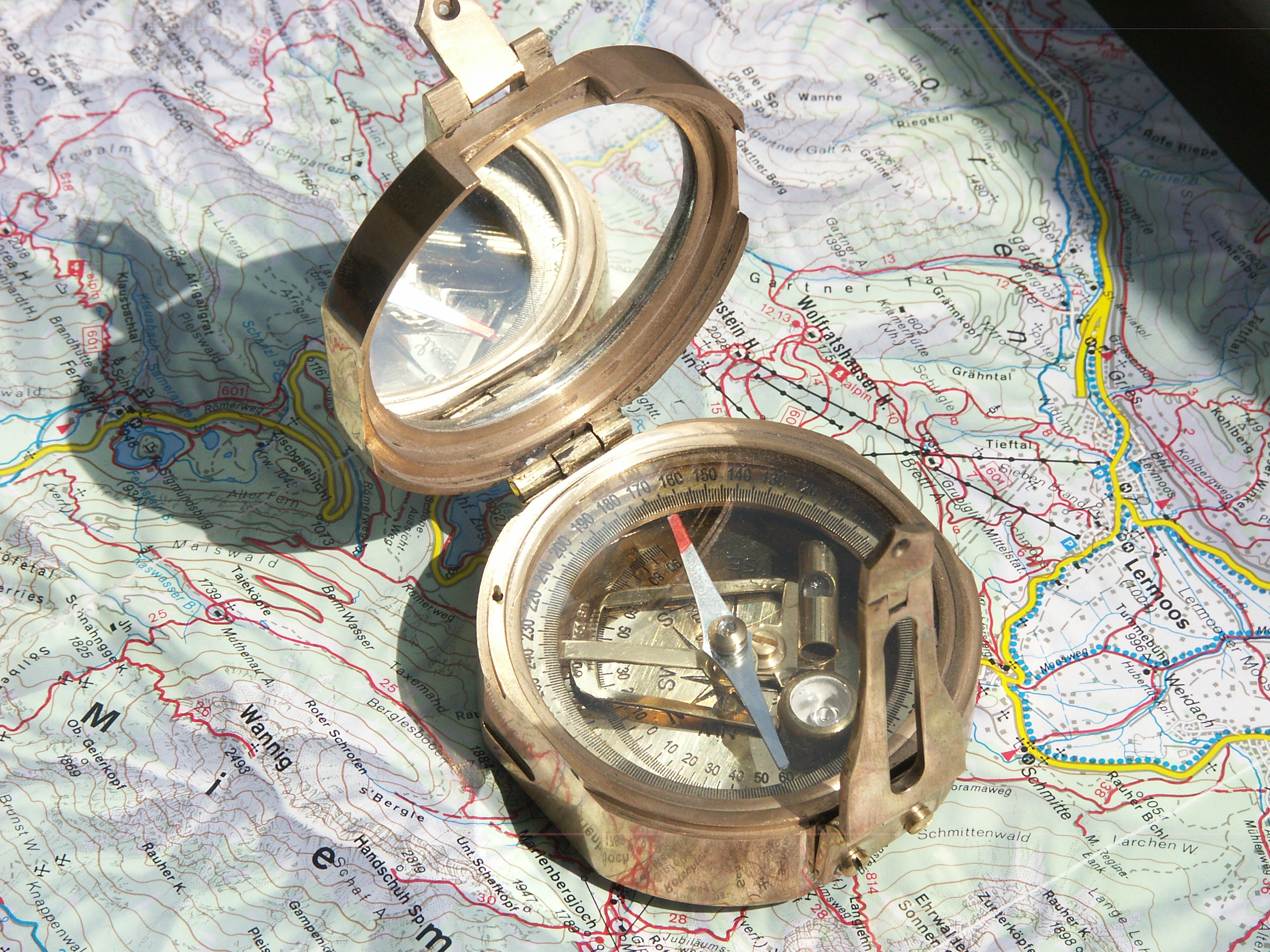
Spatialt minne krävs för att navigera genom en miljö.

Inom kognitiv psykologi och neurovetenskap är rumsminne eller spatialt minne den del av minnet som ansvarar för registrering av information om omgivningen och rumslig orientering. Till exempel krävs rumsminne för att navigera runt i en bekant stad, precis som en råttas rumsliga minne behövs för att lära sig matens plats i slutet av en labyrint. Det hävdas ofta att spatiala minnen i både människor och djur sammanfattas som en kognitiv karta. Det rumsliga minnet har representationer inom arbets-, korttids- och långtidsminne. Forskning indikerar att det finns specifika områden i hjärnan förknippade med rumsminne. Det finns flertal metoder som används för att mäta rumsminne hos barn, vuxna och djur.